# Tomasz Stankiewicz
Tomasz Stankiewicz (ur. 28 grudnia 1902 w Warszawie, zm. 21 czerwca 1940 w Palmirach) – polski kolarz.

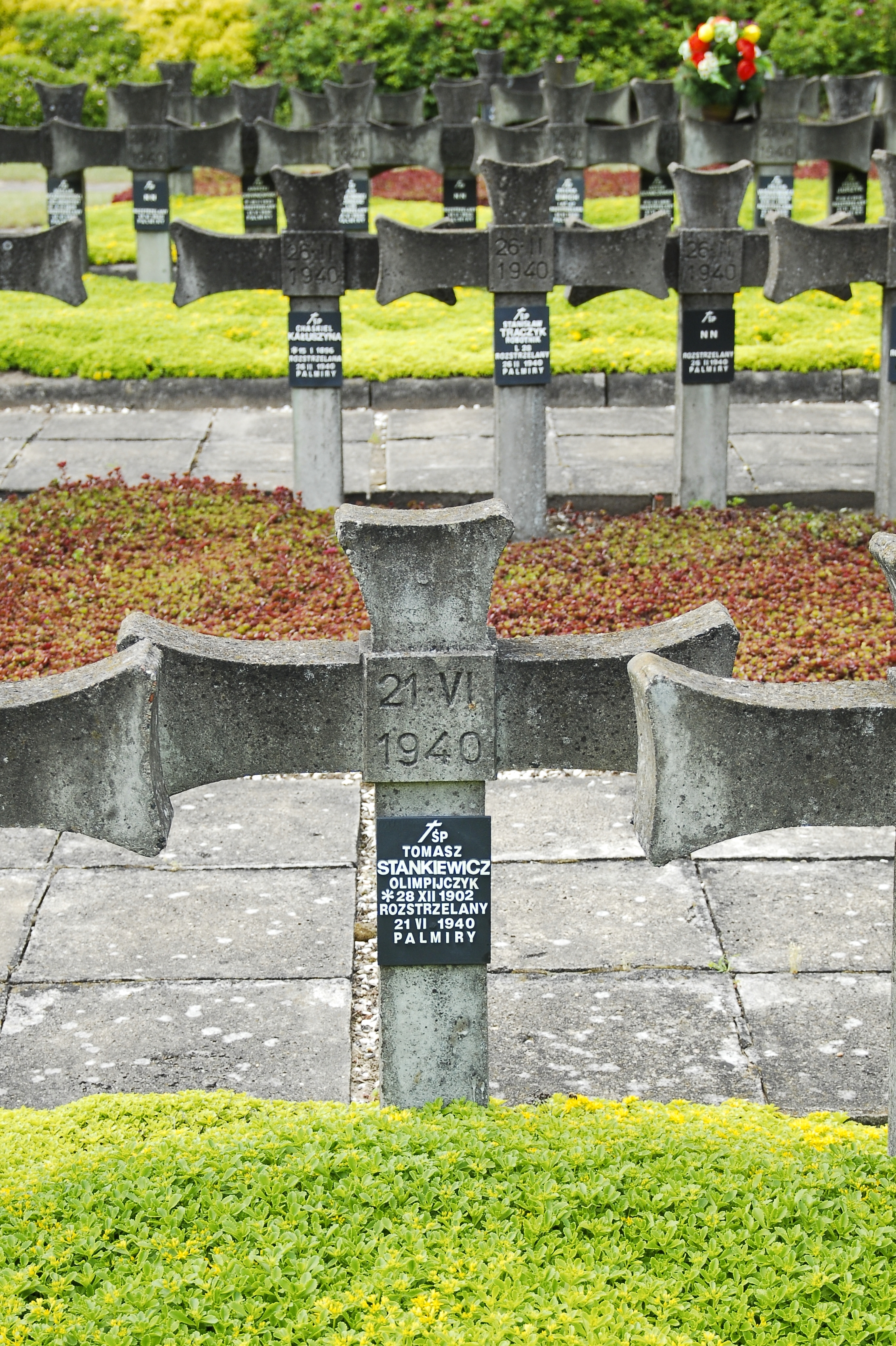
Grób Tomasza Stankiewicza w Palmirach

## Życiorys
Z zawodu handlowiec. Zawodnik Warszawskiego Towarzystwa Cyklistów (WTC 1886), mistrz Polski z 1923, olimpijczyk, wicemistrz olimpijski z igrzysk w Paryżu w 1924 na 4000 m na torze drużynowo (razem z Józefem Lange, Janem Łazarskim i Franciszkiem Szymczykiem).
Osadzony na Pawiaku. Zginął rozstrzelany przez Niemców w Puszczy Kampinoskiej w pobliżu miejscowości Palmiry w ramach akcji AB, mającej na celu eksterminację polskiej inteligencji. Jego symboliczny grób znajduje się na cmentarzu Powązkowskim w Warszawie (kwatera 166-6-2,3).

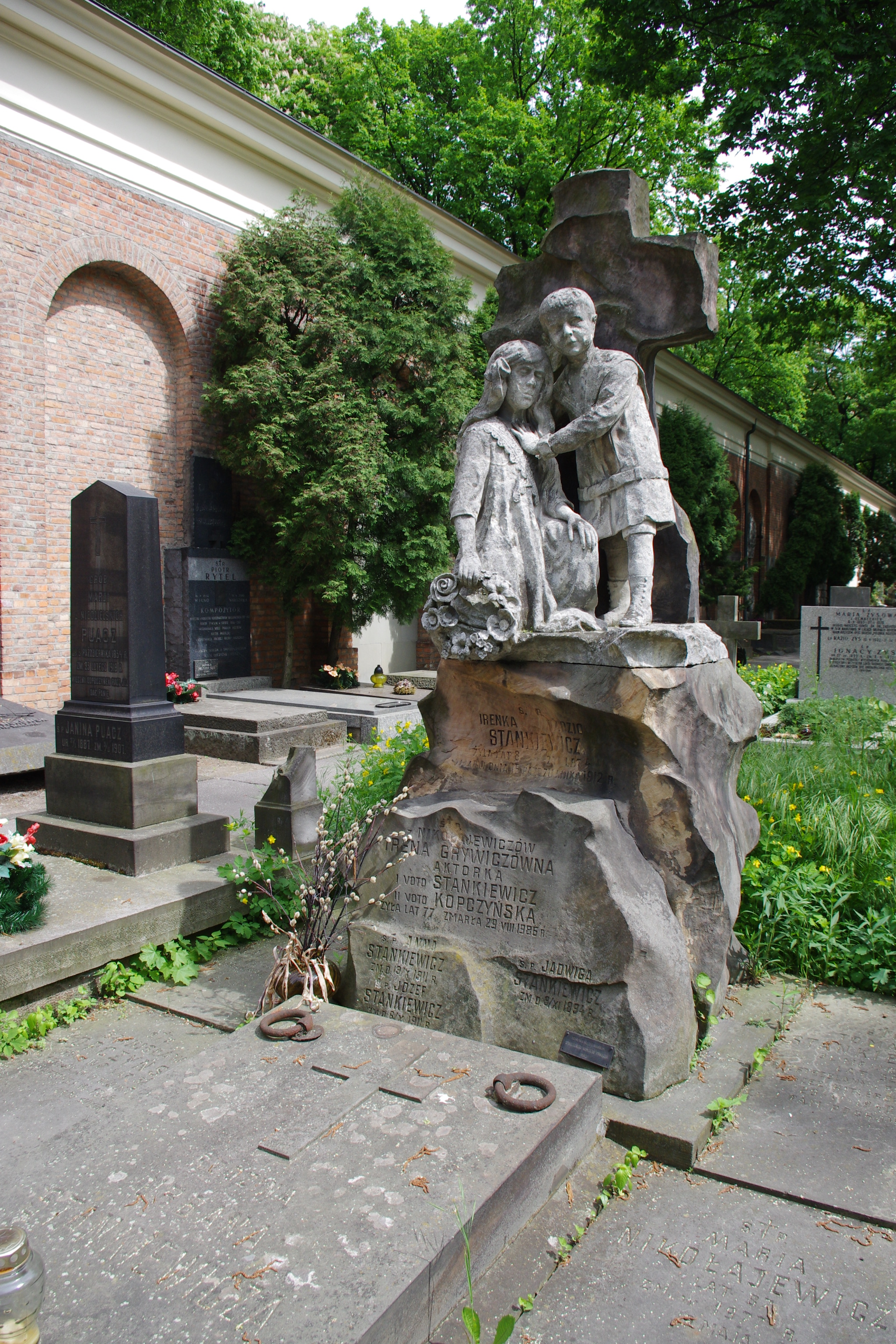
Grób symboliczny Tomasza Stankiewicza na cmentarzu Powązkowskim

Każdego roku na zakończenie sezonu kolarskiego członkowie Warszawskiego Towarzystwa Cyklistów (WTC 1886) składają kwiaty na mogile swojego członka poprzedzone mszą polową w Palmirach.

## Odznaczenia
- Srebrny Krzyż Zasługi (19 marca 1931)[5]